# Gotland

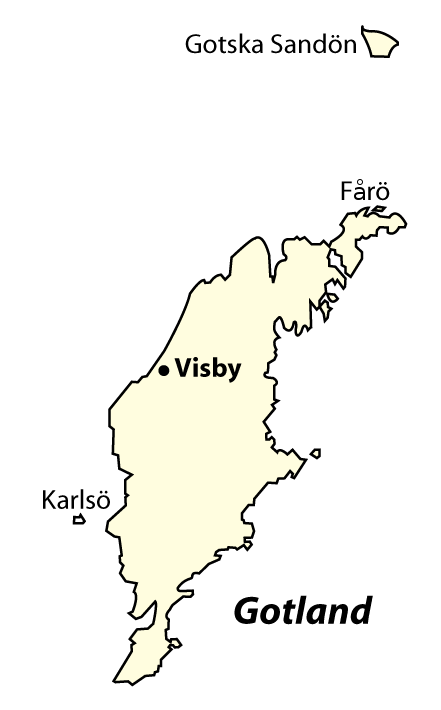
Harta insulei

Gotland (cunoscută și ca Gotlandia sau Gotlanda) este o insulă situată în Marea Baltică. Insula Gotland se află în componența Suediei și corespunde regiunii administrative suedeze Gotlands.
Gotland e cea mai mare insula a Suediei și e una din provinciile acesteia, fără autonomie. Ea cuprinde insulele mai mici Fårö și Gotska Sandön aflate la nord, dar și insulele Karlsö (Lilla și Stora) la vest. Distanța dintre marginile cele mai îndepărtate ale insulei e de 170 km. 
Insula Gotland și alte teritorii ale provinciei cu același nume formează mai puțin de un procent din suprafața totală a țării. Comitatul e al doilea cel mai mic, ca suprafață, al Suediei și e cel mai slab populat la nivel național.  
Arhipelagul e o destinație turistică deosebită pentru cetățenii suedezi din zona continentală, când e vară (multe zile însorite, valurile nu lovesc violent țărmurile). Atunci au loc mai multe evenimente politice și culturale semnificative. Iarna, apele din jurul insulei rămân neînghețate, din cauza că vremea e blândă. 
Insula e bogată în calcar. Din punct de vedere militar, are importanță strategică, aflându-se aproape de centrul Mării Baltice. 

## Demografie
Arhilepagul Gotland a fost locuit încă din preistorie (aprox. 7200 î.Hr.). 
Populația e de 61.001, din care aprox. 23.600 se află la Visby, cel mai important oraș. Populația de aici e, în cea mai mare parte, rurală. 
Istoric, gutniska a fost limba predominant vorbită aici, dar azi a fost înlocuită de suedeză. 

## Län (regiune administrativă suedeză)
Gotlands län

## Orașe
Visby